# Autolux
Autolux es una compañía ucraniana de autobuses y transporte de cargas.

Fundada en 1997, la empresa cubre todo el territorio de Ucrania con sus servicios de transporte de pasajeros, mientras
que sus repartos de cargas se realizan también al resto del mundo mediante la alianza con otras compañías.

## Historia
La compañía Autolux fue creada en el año 1997 por la empresa "AAZ Trading Co".
En sus inicios la flota era reducida, pero gracias a la reconocida calidad de sus servicios logró expandir rutas y adquirir nuevas unidades. Si bien el servicio de transporte de cargas por varios años abarcó solamente al territorio nacional, últimamente, gracias
a diversos convenios con otras compañías internacionales, expandió sus horizontes permitiendo enviar correspondencia a cualquier lugar del mundo.

## Servicios
Actualmente, Autolux cuenta con una flota de 180 camiones que realizan 65 viajes diarios en todo Ucrania, mientras que el transporte de pasajeros trabaja con una flota de 50 autobuses realizando alrededor de 40 viajes diarios entre las principales ciudades del país.
Autolux edita también una revista gratuita de 12.000 copias mensuales, que es distribuida a los pasajeros.
Sus oficinas, y hangares de mantenimiento principales se encuentran en la ciudad de Kiev.

## Destinos
Los destinos de envío de cargas incluyen todo el territorio de Ucrania, y mediante alianzas con otra compañías, también el resto del mundo.
Los Recorridos de autobuses de pasajeros recorren las siguientes ciudades y localidades intermedias.
Recorridos
- Kiev - Borispol - Poltava - Járkov .
- Borispol - Kiev - Leópolis.
- Kiev - Odessa.
- Kiev - Borispol - Poltava - Dnipropetrovsk - Zaporiyia .